# أندرو فوستر (كاتب أغاني)
أندرو فوستر (بالإنجليزية: Andrew Foster)‏ هو كاتب أغاني بريطاني، ولد في 4 أكتوبر 1980.

## روابط خارجية
- أندرو فوستر على موقع IMDb (الإنجليزية)